# Dembiński-Palast (Warschau)

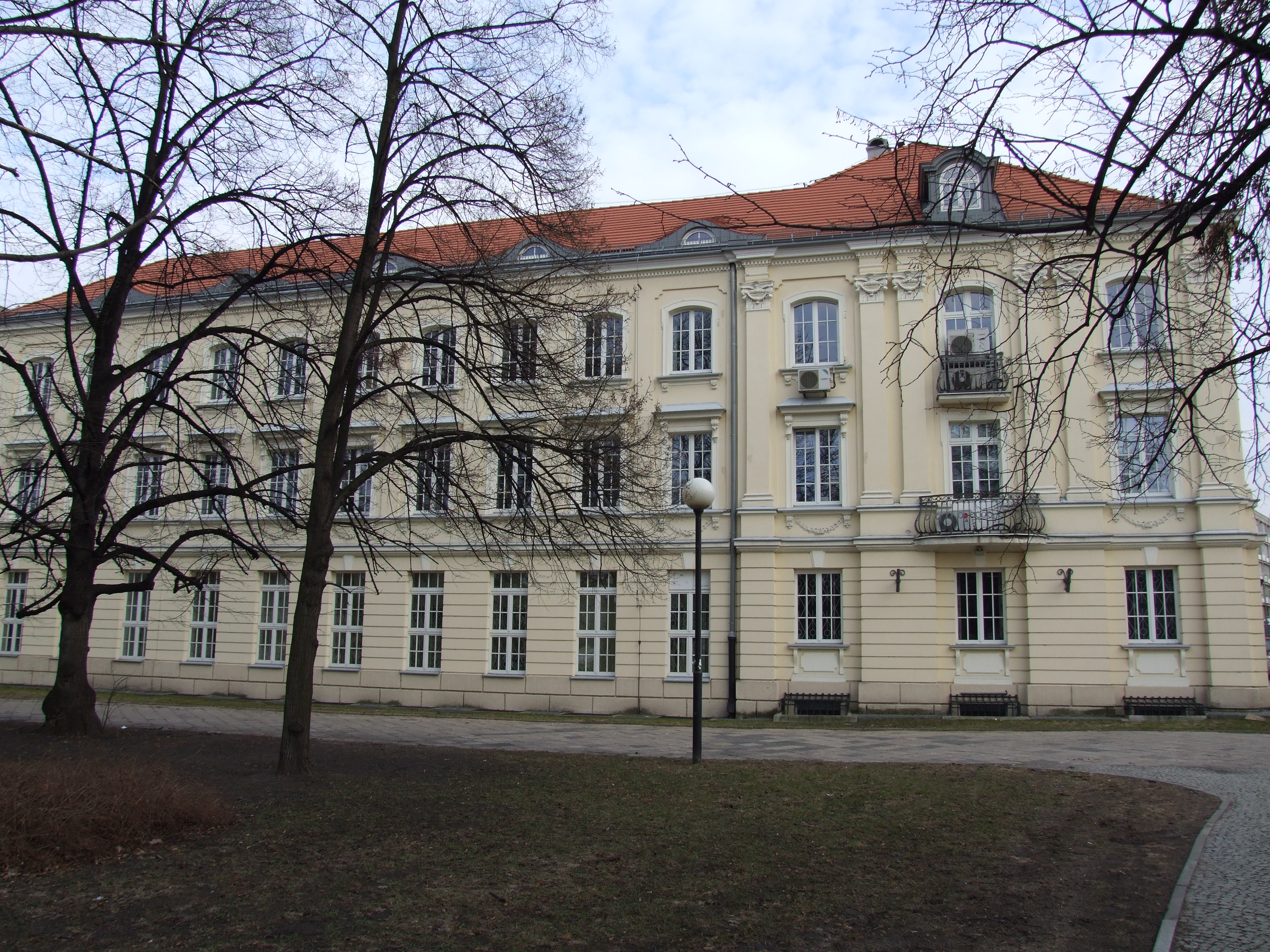
Die Rückseite des Palast-Westflügels aus Richtung der Trasa W-Z gesehen

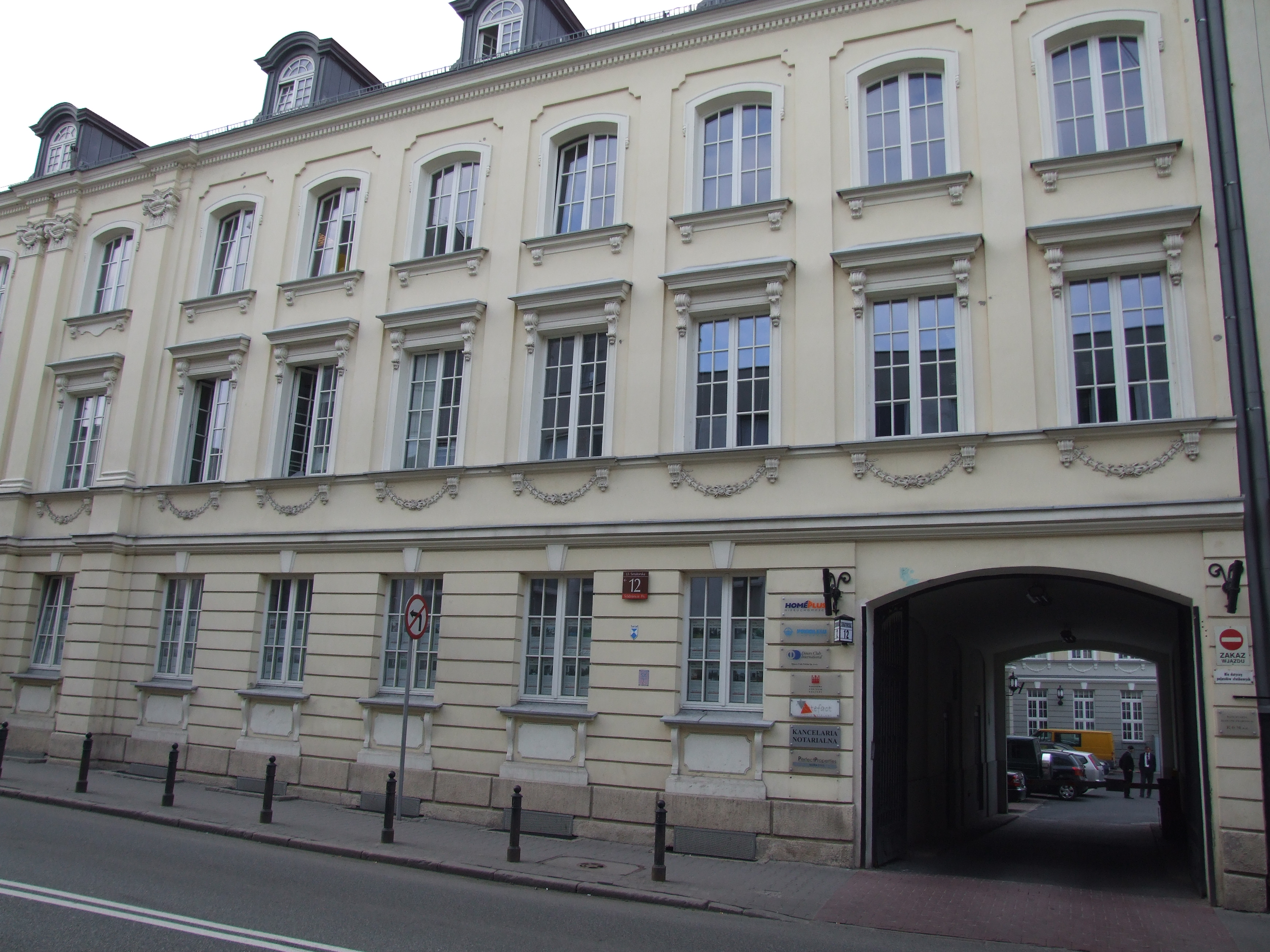
Die Einfahrt zum Innenhof von der Ulica Senatorska

Der Dembiński-Palast (polnisch: Pałac Dembińskich, vermutlich auch Pałac Wolbromskie genannt) ist eine klassizistische Adelsresidenz aus dem 18. Jahrhundert im Innenstadtdistrikt von Warschau. Der Palast ist Teil eines größeren Gebäudekomplexes, der südlich oberhalb der nach dem Krieg gebauten Trasa W-Z liegt. Die nordwärtige Front dieser Gebäudegruppe bildet der Palast der Bischöfe von Krakau, die südliche ist der Dembiński-Palast. Auch wenn die Einfahrt zum Palastgelände über die Ulica Senatorska (Nr. 12) erfolgt, liegt das ursprüngliche Kerngebäude längs der Ulica Nowy Przejazd, die hier als Einbahnstraße der Zubringer zur Trasa W-Z ist. Gegenüber an der Nowy Przejazd befindet sich ein Seitenflügel des Blank-Palastes, schräg gegenüberliegend an der Senatorska der Primas-Palast. Das Gebäude steht unter Denkmalschutz.

## Geschichte
Zur Geschichte des Palastes ist wenig bekannt. Er wurde vermutlich in der ersten Hälfte des 18. Jahrhunderts errichtet; eine frühe Besitzerin war Urszula Morsztyn (1746–1825). Sie heiratete 1762 den damaligen Starosten von Wolbrom, Franciszek Dembiński von Dembian. Die Eheleute waren sehr bedeutende Mäzene ihrer Zeit. Zum gemeinsamen Vermögen gehörten neben der Warschauer Residenz auch der barocke Schloss- und Parkkomplex in Szczekociny, in dem König Stanislaus II. August Poniatowski und Tadeusz Kościuszko Gäste waren, sowie ein klassizistisch gestaltetes Herrenhaus in Rusinów. Das Ehepaar reiste viel zwischen seinen Wohnsitzen herum und wohnte zu verschiedenen Anlässen im Jahr in Warschau.
Der im Krieg zerstörte Palast wurde 1950 wiederaufgebaut. Im Jahr 2004 aufwändig als Bürogebäude mit vier nutzbaren Stockwerken und 5085 Quadratmeter Bürofläche renoviert, beherbergt er derzeit Teile das Ministerium für Sport und Tourismus (polnisch: Ministerstwo Sportu i Turystyki), das Nationale Kultur-Centrum (polnisch: Narodowe Centrum Kultur) und die Büros weiterer Firmen.

## Architektur
Der Palast besteht aus einem Corps de Logis und zwei nicht exakt rechtwinklig ansetzenden Flügeln, die so einen – ebenfalls nicht ganz rechteckigen – Ehrenhof bilden. Der Zugang zum Hof erfolgt durch einen Tordurchbruch im Ostflügel von der Senatorska aus. Die Rückseite des Kerngebäudes liegt heute an der Nowy Przejazd, die repräsentative Vorderfassade zum Ehrenhof. Hier ragt ein massiver, viergeschossiger und mit Doppelsäulen gegliederter Mittelrisalit, der über je einen kleinen Balkon im ersten und zweiten Stock verfügt, aus dem rechteckigen Gebäude heraus.